# Margo Stilley
Margo Stilley (Bear Creek, Carolina do Norte, 20 de novembro de 1982) é uma atriz e ex-modelo norte-americana. 

## Biografia
Stilley nasceu em Bear Creek, Chatham County, Carolina do Norte. Ela interpretou "Lisa" no controverso filme britânico de 2004, 9 Canções, dirigido por Michael Winterbottom. Segundo o Guardian, 9 Canções foi o filme mais sexualmente explícito até a data, isso porque existem várias cenas reais de atos sexuais entre os dois atores. Seu papel é altamente incomum, ela não simulou nenhuma cena de sexo com Kieran O'Brien, incluindo carícias genitais, masturbação feminina, com e sem vibrador, sexo vaginal, cunilíngua e felação. Durante uma cena em que Stilley masturba Kieran após executar felação nele, ele se tornou um dos poucos atores a ter uma ejaculação em uma produção do Reino Unido. Devido a polêmica que o filme gerou, Margo pediu ao diretor Michael Winterbottom, que a creditasse simplesmente como “Lisa” nas entrevistas de divulgação do filme. 
Após a controvérsia em torno de 9 Canções, Stilley tem desempenhado poucos e pequenos papéis desde então. Em 2006 ela estrelou como “Roma Sheraton” em um episódio da série de comédia da TV britânica Mayo. Em 2007 ela apareceu no filme de  terror Reverb.

## Filmografia
| Ano  | Filme                                 | Papel                  |
| ---- | ------------------------------------- | ---------------------- |
| 2010 | Men Don't Lie                         | Bumble                 |
| 2009 | Hippie Hippie Shake                   | Cynthia Plaster-Caster |
| 2009 | My Horizon                            | Zoe                    |
| 2009 | Goal! III                             | Tamsin                 |
| 2008 | Marple: Murder Is Easy                | Bridget Conway         |
| 2008 | How to Lose Friends & Alienate People | Ingrid                 |
| 2008 | Reverb                                | Nicky                  |
| 2004 | 9 Canções                             | Lisa                   |

## Televisão
| Ano  | Título        | Papel         | Notas           |
| ---- | ------------- | ------------- | --------------- |
| 2006 | Mayo          | Roma Sheraton | 1 episódio      |
| 2005 | Nathan Barley |               | Episódio piloto |